# Gastrotheca cuencana
Gastrotheca cuencana, conocida como rana marsupial de Cuenca, es una especie de anfibio anuro de la familia Hemiphractidae. Se trata de una rana endémica de Ecuador considerada en peligro de extinción.

## Distribución
G. cuencana es una especie endémica, que ocupa las provincias ecuatorianas de Azuay, Cañar y Morona Santiago. Habita en la zona de la cuenca del río Paute en las cordilleras Occidental y Oriental —parte de los Andes ecuatorianos—, dentro de un rango altitudinal de entre 2407 a 3172 metros sobre el nivel del mar. Junto con otras siete especies de rana, es nativa del área altoandina de la ciudad de Cuenca, incluyendo tanto su espacio urbano como la periferia.

## Descripción

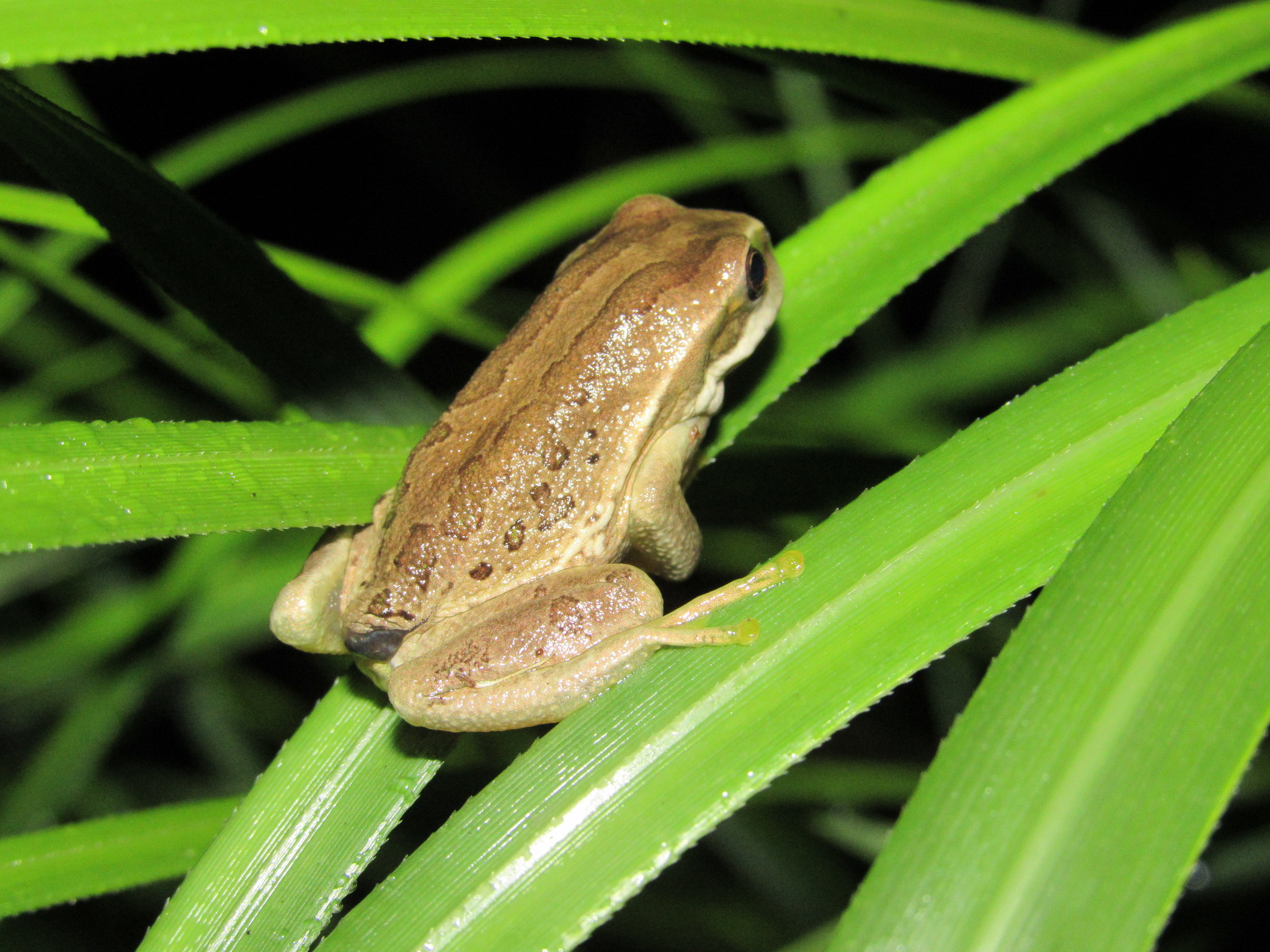
Un ejemplar de tonalidades predominantemente marrones.

La rana marsupial de Cuenca es de tamaño medio —los machos con longitud rostro-cloacal media de 49.6 cm y las hembras 54.2—, de color verde o café con puntos o manchas crema. La piel del dorso es finamente granulada, sin crestas transversales (lo que lo diferencia de Gastrotheca pseustes). La coloración del dorso es verde o de diferentes tonos de marrón claro, medio y rojizo, en ocasiones con manchas paravertebrales oscuras. Presenta marcas faciales, con líneas encima del labio pálidas; la raya lateral del dorso también es de color blanco pálido o crema y está acompañada con verrugas elevadas, con los flancos de color verde y marrón, con manchas de tono crema. La ingle y las superficies de los muslos son, a su vez, de color crema liso, con un tinte de azul pálido. El vientre presenta el mismo color blanco uniforme, y las hembras cuentan con un marsupio dorsal.

### Renacuajos
Los renacuajos de G. cuencana son tipo IV, con un tamaño de 44.6 mm (17.3 mm corresponden al cuerpo). De forma ovoide, la garganta es cóncava de perfil, y en la cabeza las líneas supraorbital e infraorbital se alzan desde la punta del hocico y siguen de forma paralela a los ojos, de forma que descienden verticalmente hasta la garganta. También presenta una línea oral, que baja de forma vertical desde el disco oral hasta el nivel de la garganta. Por otra parte, las rayas dorsales y media del cuerpo no son visibles.
Las crías presentan fosas nasales medianas, de forma ovoide y protuberantes, con un anillo carnoso. Los ojos están dirigidos dorsalmente. El espiráculo siniestro se localiza en la mitad del cuerpo y se orienta posteriormente. La musculatura caudal es delgada y se estrecha gradualmente.

## Estado de conservación
La rana marsupial de Cuenca habita mayoritariamente en zonas alteradas y en parches de bosques de montaña elevados en la cordillera Occidental de los Andes. Se puede localizar en pastizales cerca de ciudades y potreros que alberguen cuerpos de agua lénticos para la cría de renacuajos. Los especímenes adultos suelen encontrarse cerca de acequias o estanques temporales. Presenta una distribución limitada, con un hábitat fragmentado y ubicado en zonas de crecimiento urbano rápido. Por ello, la Lista Roja Anfibios del Ecuador y la IUCN incluyen a esta especie de rana bajo la clasificación de «en peligro». Entre sus amenazas se encuentra la agricultura, la deforestación, el transporte y el urbanismo.